# Tobiasz Morsztyn
Tobiasz Morsztyn (ur. ok. 1624 – zm. między 8 a 18 grudnia 1664 w Warszawie) – burgrabia krakowski od 26 sierpnia 1662, łowczy wielki koronny od 1661, dyplomata, przedstawiciel dyplomatyczny Rzeczypospolitej w Królestwie Danii w 1657 roku, poseł nadzwyczajny Rzeczypospolitej w Królestwie Danii w latach 1658–1659.
Brat Jana Andrzeja Morsztyna, podobnie jak on wychowany w rodzinie kalwińskiej, odebrał staranne wykształcenie w Holandii i Niemczech. W 1661 roku przeszedł na katolicyzm, dla przyspieszenia kariery. Nie założył rodziny. Pogrzeb odbył się 23 grudnia 1664.